# Шестинский, Олег Николаевич
Олег Николаевич Шести́нский (28 января 1929, Баку — 6 июля 2009, Москва) — русский поэт, писатель, переводчик, публицист.

## Биография
В детстве пережил ленинградскую блокаду. Окончил филологический факультет ЛГУ (1952), специализировался на болгарской литературе. В 1953 году стажировался в Софийском университете.
Во время компании по осуждению Иосифа Бродского за тунеядство выступил на заседании Ленинградского отделения СП РСФСР 17 декабря 1963 года в поддержку обвинения.
Председатель Ленинградского отделения СП РСФСР в 1971—1973. Секретарь СП СССР по работе с московскими авторами (1973—1986). Заместитель председателя исполкома Международного сообщества писательских союзов.
Последние годы жизни печатался на страницах журнала «Слово».
Похоронен на Троекуровском кладбище.

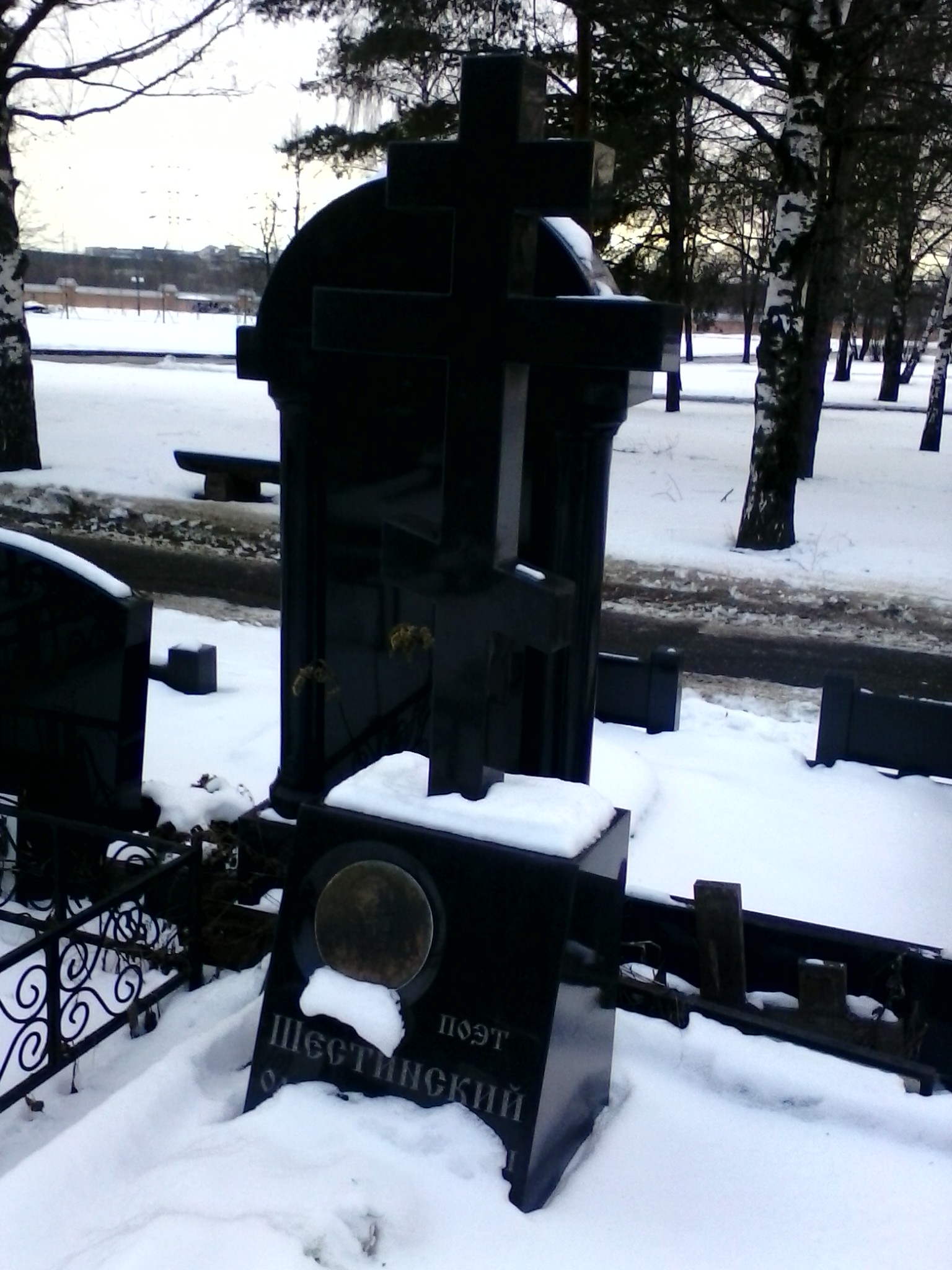
Могила Шестинского на Троекуровском кладбище Москвы.

## Премии
- премия Ленинского комсомола (1983) — за произведения последних лет и многолетнюю плодотворную работу с молодыми писателями
- Международная премия Н. Вапцарова
- Международная премия имени М. А. Шолохова в области литературы и искусства (2005)

## Награды
- орден Октябрьской Революции (16.11.1984)
- два ордена Трудового Красного Знамени (в том числе 26.01.1979)
- медаль «За трудовую доблесть» (28.10.1967)
- орден Кирилла и Мефодия I степени (Болгария)

## Книги
- Друзья навеки. Илл. Г. Праксейн. — М., Советский писатель, 1955
- Звёзды над крышей. — Л., 1964
- Горница. — Л., 1966
- Стихотворения. — М., 1967
- Рукопожатье [стихи для средн. и старш. возраста] — Л., 1967
- Люди вокруг тебя. Рассказы — Л., 1968
- Шестинский О. Н. и Ветрогонский В. А. Сестра наша — Болгария [стихи О. Шестинского. Рис. В. Ветрогонского] — Л., 1968
- Избранная лирика. — М., 1971
- Бойницы.1966-1970 — Л., 1971
- Вечное эхо войны — М., 1972
- Опасная сторона — Л., 1972
- А под небом есть земля. Стихи и поэмы. 1970—1972 — Л., 1973
- Будь садовником Земли. Стихи и поэмы — М., 1975
- Соль: Монолог о Каракалпакии: [Стихи] — Ташкент, 1976
- Эпический разбег. — М., 1976
- Избранные стихи и поэмы — Л., 1976
- Соловьиное гнездо [стихи и поэмы] — Ереван, 1976
- Жизнь: стихи и поэмы. 1947—1975 — М., 1977
- Чем живу: Стихи — М., 1978
- Устои: стихи и поэмы — М., 1978
- Доверяю Вам: стихи и поэма.1977-1978 — М., 1980
- Избранные произведения: в 2 т. [вступит статья Л. Татьяничевой] — М., 1980
- Помню и люблю: стихи и поэмы — М., 1981
- Полемика: Стихи и поэмы — М., 1983
- Блокадные новеллы. — М., 1983
- Материк: стихи, поэмы — М., 1985
- Новеллы о любви — М., 1987
- Голоса из блокады, 1989
- Стихотворения. Поэмы [вступит. сл. Л. Ханбекова] — М., 1990
- Пляшущая бутылка над Бермудским треугольником: фантаст. проза — М., 1992
- Сказки для Насти, 1992
- Как жить?.., 1994
- Жизнь в 900 дней, 1995
- Тайные игры лжецов/ Слово,2001, № 5
- Соловьиное горло/ Слово, 2003, № 6
- Тайна предназначения: рассказы, Тула, 2005
- Яблоко Евы: рассказы — М., 2005
- Чёрный март, 2005
- Ангелы гнездятся на земле, 2009